# Shine (minialbum)
Shine – trzeci japoński minialbum południowokoreańskiej grupy Pentagon, wydany 29 sierpnia 2018 roku przez Cube Entertainment Japan. Płytę promowała japońskojęzyczna wersja singla „Shine”.

## Lista utworów
| CD | CD                         | CD      |
| Nr | Tytuł utworu               | Długość |
| -- | -------------------------- | ------- |
| 1. | „Shine (Japanese ver.)”    | 3:18    |
| 2. | „Off-Road (Japanese ver.)” | 3:45    |
| 3. | „I'm Fine”                 | 3:33    |
| 4. | „Akumu – Wake Up –”        | 3:35    |
| 5. | „忘れられない”             | 3:49    |
| 6. | „Hey! Hey! Hey!”           | 3:17    |

## Notowania
| Lista                              | Pozycja |
| ---------------------------------- | ------- |
| Japanese Albums (Oricon)           | 4       |
| Japan Hot Albums (Billboard Japan) | 5       |

## Sprzedaż
| Kraj    | Sprzedaż |
| ------- | -------- |
| Japonia | 25 454+  |